# Хормизд (сын Хормизда II)
Хормизд (др.-греч. Ὁρμίσδας Хормисдас, Ормисдас; перс.  هرمز‎) — сасанидский принц, третий сын царя Хормизда II и брат будущего царя Шапура II. Заключённый им в тюрьму, он был освобождён своей женой в 323 году и бежал в Константинополь, где ему помог римский император Константин I, подаривший ему дворец на берегу Мраморного моря. Этот дворец стал важным топонимом города: его район был известен в византийские времена как en tois Hormisdou (ἑν τοῖς Ὁρμίσδου, «возле домов Хормисдаса»). Позже дворец стал частной резиденцией будущего императора Юстиниана I до его восшествия на престол.
В 363 г. Хормизд участвовал в походе против Персии в армии императора Юлиана. Его сын с тем же именем позже служил проконсулом